# Grammostola grossa
Grammostola grossa är en spindelart som först beskrevs av Anton Ausserer 1871.  Grammostola grossa ingår i släktet Grammostola och familjen fågelspindlar. Inga underarter finns listade i Catalogue of Life.
Eftersom den är särskilt vanlig i Paraguay är den också känd som „Guarani jättetaranteln“ efter ursprungsbefolkningen i detta land.

## Beteende
Grammostola grossa är en marklevande fågelspindel. Den gömmer sig under rötter, barkbitar, stenar eller nedfallna löv. Under de kallare månaderna och under ruggningen och yngelvården drar den sig tillbaka till hålor som den klär med spindeltråd.
Arten kunde spridas tack vare de förändringar i livsmiljön som människan orsakade genom boskapsskötsel, jordbruk och skogsindustri. Många spindlar kan hittas i betesmarker och skogskanter.